# Lautenthal
Lautenthal è una frazione (Ortschaft) della città di Langelsheim, nel land della Bassa Sassonia, in Germania.

## Storia
Già comune autonomo nel circondario di Zellerfeld, fu soppresso e incorporato a Langelsheim il 1º luglio 1972.